# 옹진군 을
옹진군 을은 대한민국의 옛 국회의원 선거구이다.

## 역사
1948년 제헌 국회의원 선거를 앞두고  경기도 옹진군의 일부 지역을 관할하는 선거구로 신설되었다.
하지만 한국 전쟁 도중에 경기도 옹진군의 대부분 지역이 조선민주주의인민공화국에 편입되었다. 1953년 7월 27일에 체결된 한국 군사 정전에 관한 협정에 따라 경기도 옹진군의 대부분 지역이 조선민주주의인민공화국의 지배를 받게 되면서 옹진군 을에서는 연평도만 군사분계선 이남에 남았다. 논란 끝에 1954년 제3대 국회의원 선거에서 이 선거구의 국회의원을 선출하지 않았다.
1958년 제4대 국회의원 선거를 앞두고 대한민국 관할의 옹진군 잔여지를 기반으로 옹진군 선거구가 설치되면서 국회의원이 다시 선출되었다.

## 역대 국회의원
| 선거   | 정당 | 정당       | 의원   |
| ------ | ---- | ---------- | ------ |
| 1948년 |      | 대동청년단 | 김인식 |
| 1950년 |      | 무소속     | 오의관 |

## 역대 선거 결과

### 대한민국 제헌 국회의원 선거
|  | 33.42% |

|  | 22.58% |

|  | 17.74% |

|  | 14.92% |

|  | 7.77% |

|  | 3.54% |

### 대한민국 제2대 국회의원 선거
|  | 57.52% |

|  | 0% |

|  | 0% |

|  | 0% |

|  | 0% |

|  | 0% |